# Llangollen

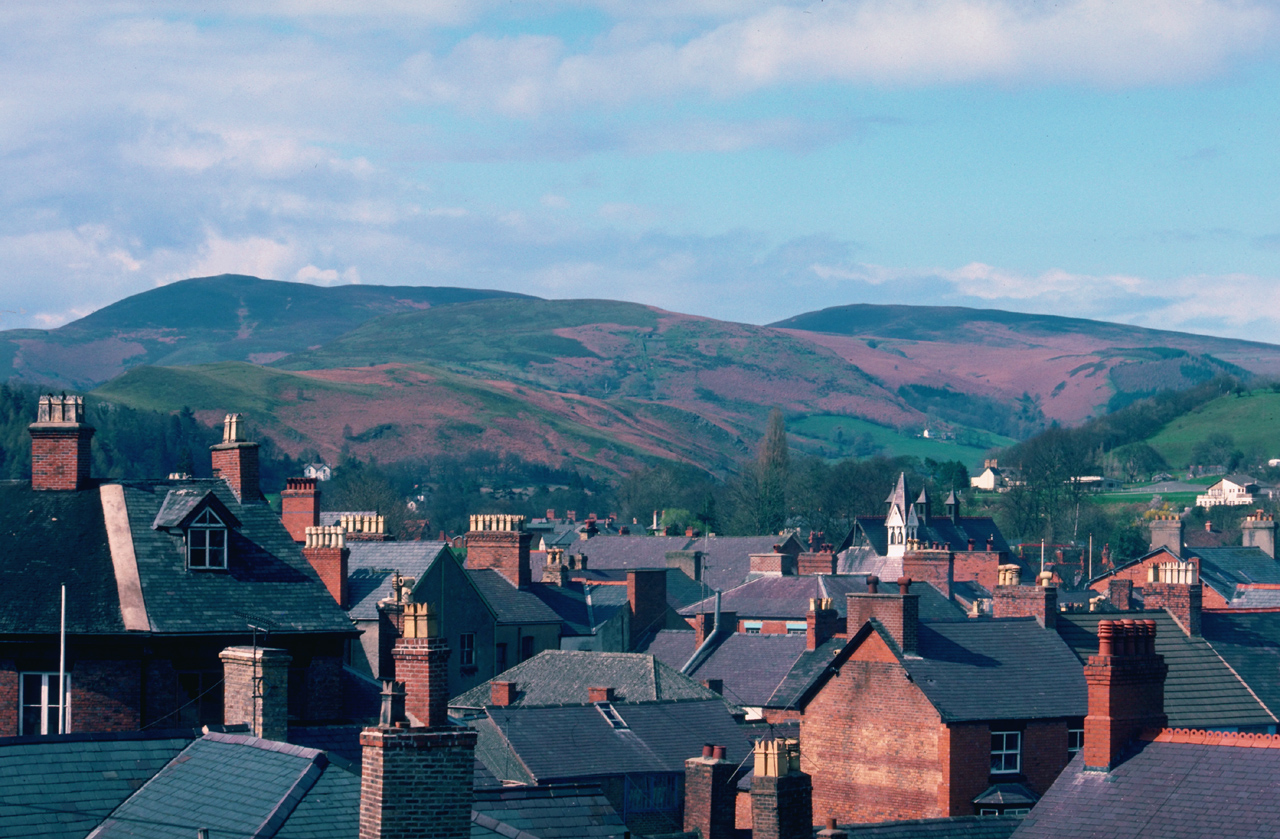
Bakstenen huizen met leien daken in Llangollen

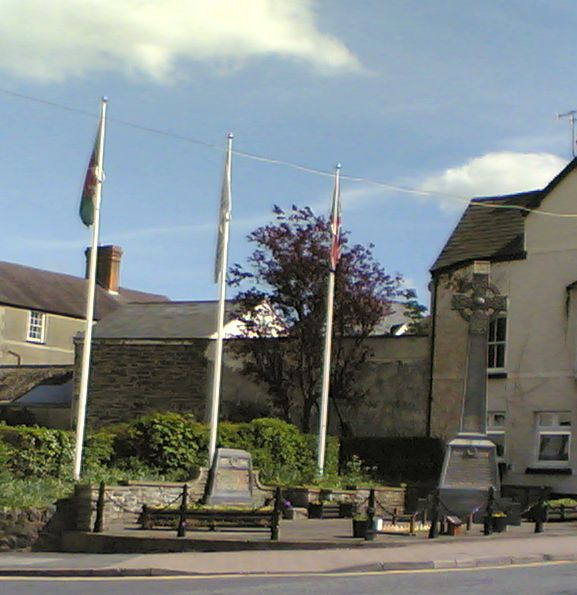
Oorlogsmonument in Llangollen

Llangollen is een plaats in het Welsh graafschap Denbighshire.
Llangollen telt 3412 inwoners. De plaats is vernoemd naar een oude monnik, St. Collen, die hier in de 6e eeuw een kerk zou hebben gesticht.

## Bekende inwoners
- Vrouwen van Llangollen